# Línia evolutiva de Magikarp
Aquesta línia evolutiva de Pokémon inclou Magikarp i Gyarados.

## Magikarp
Magikarp és una de les espècies que apareixen a la franquícia Pokémon, una sèrie de videojocs, anime, mangues, llibres, cartes col·leccionables i altres mitjans que va ser inventada per Satoshi Tajiri i ha generat milers de milions de dòlars en beneficis per a Nintendo i Game Freak. És de tipus aigua. Evoluciona en Gyarados. En el joc Pokémon Go es necessiten 400 caramels de Magikarp per evolucionar-lo a Gyarados.

## Gyarados
Gyarados és una de les espècies que apareixen a la franquícia Pokémon, una sèrie de videojocs, anime, mangues, llibres, cartes col·leccionables i altres mitjans que va ser inventada per Satoshi Tajiri i ha generat milers de milions de dòlars en beneficis per a Nintendo i Game Freak. És de tipus aigua i volador. Evoluciona de Magikarp. Encara que és de tipus volador no sap volar. Sap molts atacs del tipus drac.

## Biologia
Físicament, Gyarados s'assembla molt a un drac marí, com el drac xinès. A diferència de Magikarp, el seu cos és principalment blau marí, la part inferior és groc clar i les seues aletes dorsals són blanques. Té una gran cua amb la qual pot travessar rius contra corrent. També té una aleta dorsal amb la qual pot tallar molts objectes per la meitat. L'única diferència entre mascle i femella és que el mascle té els bigotis blaus, i la femella els té de color blanc.
És un Pokémon extremadament violent. S'han vist bancs d'aquests Pokémon devorant i devastant ciutats senceres amb els seus hiperrajos. Viu tant en aigua dolça com marina, però a diferència de Magikarp, Gyarados és molt territorial i agressiu. No dubtarà ni un segon a atacar a qualsevol Pokémon que entre en el seu territori. Quan Magikarp evoluciona a Gyarados les seues cèl·lules cerebrals pateixen un canvi ben exagerat i es torna molt més agressiu.